# گریگوری مارگولیس
گریگوری الکساندروویچ مارگولیس (به روسی: Григо́рий Алекса́ндрович Маргу́лис) زادهٔ ۲۴ فوریهٔ ۱۹۴۶) ریاضی‌دان آمریکایی-روسی است که برای فعالیت در زمینه گروه لی و کاربرد نظریه ارگودیک در تقریب دیوفانتین شناخته شده‌است. او در سال ۱۹۷۸ برنده مدال فیلدز، در ۲۰۰۵ برنده جایزه ولف در ریاضیات و در ۲۰۲۰ برنده جایزه آبل شده‌است. به این ترتیب او پنجمین ریاضی‌دانی است که برنده هر سه جایزه شده. مارگولیس از سال ۱۹۹۱ در دانشگاه ییل مشغول به کار است.